# Habronattus encantadas
Habronattus encantadas là một loài nhện trong họ Salticidae.
Loài này thuộc chi Habronattus. Habronattus encantadas được Griswold miêu tả năm 1987.